# 約翰·阿格紐
約翰·阿格紐院士（英語：John A. Agnew，1949年8月29日—）是著名的英美政治地理學家。

## 生平
他畢業於英國艾希特大學和利物浦大學及美國俄亥俄州立大學，曾於1975年至1995年間任教於紐約雪城大學，現為加利福尼亞大學洛杉磯分校（UCLA）的地理學特聘教授，主授政治地理學、地理學史、歐洲城市史和地中海區域史等。

## 地方
阿格紐在《地方與政治》（Place and Politics, 1987）中勾勒出「地方」做為「有意義區位」的三個基本面向，分別為：
1. 區位（specific location）－指客觀的座標和位置，例如：紐約在美國的東北方。
2. 場所（locale）－指社會關係的物質環境，是真實的地方樣貌，例如：社區公園有植物和步道。
3. 地方感（sense of place）－指人類對於地方有主觀和情感上的依附。

## 外部連結
- 約翰·阿格紐 （页面存档备份，存于）（加利福尼亞大學洛杉磯分校的網頁）